# Ожгинец
Ожгинец — деревня в Кадыйском районе Костромской области. Входит в состав Столпинского сельского поселения.

## География
Находится в юго-восточной части Костромской области на расстоянии приблизительно 35 км на юг-юго-запад по прямой от районного центра поселка Кадый на левобережье реки Желвата.

## История
Известна была с 1872 года как деревня с 26 дворами, в 1907 году отмечено здесь было 55 дворов.

## Население
Постоянное население составляло 184 человека (1872 год), 245 (1897), 320 (1907), 4 в 2002 году (русские 100 %), 0 в 2022.